# Shiro Amano
Shiro Amano ( (天野シロ?, Amano Shiro); 4 gennaio 1976) è un fumettista e illustratore giapponese, ed ha lavorato per diversi progetti tra cui un adattamento alla serie di Kingdom Hearts.
Nel 1995 vinse il famoso premio della Shūeisha chiamato Premio Akatsuka grazie a Mōshō 94, anche se è dal 2006 che Shiro Amano comincia a emergere come mangaka: in quell'anno viene pubblicato il suo primo lavoro originale, Scratch!, a cui seguiranno lavori dedicati alla produzione cartacea di famosi videogiochi giapponesi, come Kingdom Hearts.
Dal 2012 al 2015, Amano ha ripreso il continuo di tale opera, con Kingdom Hearts II, nella rivista Shonen Gangan della Square Enix.

## Opere

### Videogiochi
- Kingdom Hearts
- Kingdom Hearts: Chain of Memories
- Kingdom Hearts Final Mix
- Kingdom Hearts II
- It's a Wonderful World
- Legend of Mana
- Subarashiki Kono Sekai
- Kingdom Hearts 358/2 Days
- Kingdom Hearts III

### Romanzi
- Breath of Fire IV